# La Haie-Fouassière

La Haie-Fouassière este o comună în departamentul Loire-Atlantique, Franța. În 2009 avea o populație de 4,298 de locuitori.